# Hulodes mediomaculata
Hulodes mediomaculata är en fjärilsart som beskrevs av W. Warren 1913. Hulodes mediomaculata ingår i släktet Hulodes och familjen nattflyn. Inga underarter finns listade i Catalogue of Life.